# Hans Wolff (Kunsthistoriker)
Hans Wolff (* 24. Januar 1882 in Berlin; † 1959) war ein deutscher Kunsthistoriker und Verleger.

## Leben
Hans Wolff besuchte das Friedrich-Wilhelms-Gymnasium in Berlin bis zur Reifeprüfung Ostern 1901. Er studierte anschließend zunächst Naturwissenschaften, ab 1903 dann Kunstgeschichte und Klassische Archäologie an der Universität Berlin und wurde am 20. März 1909 bei Heinrich Wölfflin promoviert. Vom 2. Juni 1915 bis zum 1. Juli 1919 war er als wissenschaftlicher Hilfsarbeiter im Kupferstichkabinett in Dresden angestellt. Er gründete 1924 die „Neue Verlagsanstalt“ in Berlin, die auf Reiseliteratur spezialisiert war, der Verlag wurde aus wirtschaftlichen Gründen 1931 aufgelöst. Daneben war er Inhaber des Buchherstellungsbetriebs „Terramare Presse“ der für das „Terramare Office“ des Rechtsanwalts Karl Kiesel (1878–1960) arbeitete.

## Veröffentlichungen (Auswahl)
- Die holländische Landschaftsradierung des XVII. Jahrhunderts (Kapitel II). Noske, Borna-Leipzig o. J. (Teildruck der Dissertation, mit Lebenslauf).
- Die Buchornamentik im 15. und 16. Jahrhundert (= Monographien des Buchgewerbes 5). 2 Bände, Verlag des Deutschen Buchgewerbevereins, Leipzig 1911/13.
- Alte Drucker- und Verlegerzeichen. In: Archiv für Buchgewerbe und Gebrauchsgraphik 48, 1911, S. 10–17.
- Die Straßburger Buchornamentik im XV. und XVI. Jahrhundert. In: Archiv für Buchgewerbe und Gebrauchsgraphik 48, 1911, S. 177–183.
- Jean-François Millet. Ein Künstlerleben in Briefen. Voigtländer, Leipzig 1913.
- Die Geschichte der Königlichen Akademie für graphische Künste und Buchgewerbe zu Leipzig von 1764–1901. Leipzig 1914.
- Adolph von Menzels Briefe, Bard, Berlin 1914.[4]
- Zeichnungen von Adolph Menzel (= Arnolds Graphische Bücher 2. Folge Band 1). Verlag Ernst Arnold, Dresden 1920.
- Zeichnungen von Max Liebermann (= Arnolds graphische Bücher 2. Folge Band 4). Verlag Ernst Arnold, Dresden 1922.
- Die deutsche Ostseeküste. 1. Teil: Von Flensburg bis Stettin. Neue Verlagsanstalt, Berlin 1924.
- Die letzten zwanzig Jahre mit Max Liebermann. Zu seinem heutigen 100. Geburtstag. In: Staatszeitung und Herold (New York), Sonntagsblatt 20. Juli 1947; holländisch: Max Liebermann in de huiselijke kring.  In: Phoenix 2, 1947, S. 141–148.